# Метеорология в парусном спорте
Метеорология в парусном спорте — применение методов метеорологии и океанологии в гонках и плаваниях под парусом.
Прикладная метеорология и океанология используется как в парусных регатах, так и в яхтинге. На метеорологических параметрах базируются прогнозы в трансокеанских гонках, прибрежных гонках Кубка Америки, в олимпийских гонках. В яхтинге важны предупреждения о сложных метеоусловиях и сильном волнении и турбулентности в надводном слое атмосферы.

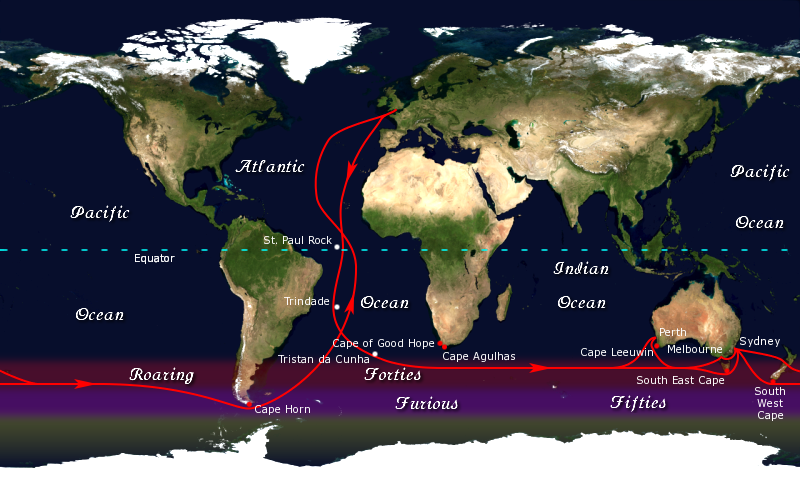
Маршруты клиперов при плаваниях между Англией, Австралией и Новой Зеландией.

## Прогнозы на трансокеанских маршрутах
Участники трансокеанских регат используют прогнозы ветра, волнения и ледовых условий. В цифровых моделях оптимизации в качестве входных параметров выбирают данные о течениях, волнении и полярную диаграмму скорости яхты относительно направления ветра (поляра). Оптимизация достигается методами динамического программирования  при переборе массива возможных траекторий яхты.  К известным прикладным навигационным программам относятся Expedition, MaxSea TimeZero, Adrena, Deckman for Windows, Raytech Navigator/Sail Racer, Sailplanner, SailFast, OpenCPN or SailGrib.  Большинство цифровых данных, используемых при вычислениях бортовым компьютером яхты поступают в формате файлов GRIB.
Другими метеорологическими и океаническими факторами, относящимися к трансокеанским регатам, являются температура поверхности океана, особенно верхних 2-6 метров и разность температур между океаном и атмосферой, которая влияет на величину теплового потока из океана и скорость развития локальной конвекции в течение дня. Знание местоположения дрейфующих льдов и ледников играет важную роль в полярных районах.

## Прогнозы для регат Кубка Америки
На регате в Валенсии в 2010 году в командах были не только катера метеорологического обеспечения, но и сверхлегкие самолеты, которые измеряли скорость ветра в приземном пограничном слое. Кроме того, команды создали свои собственные метеорологические буи и компактные доплеровские лидары. Новые радиолокационные методы позволяют использовать отражение сигнала от гравитационных волн на частотах 3-30 МГц для картирования поверхностных течений сразу на всей акватории.

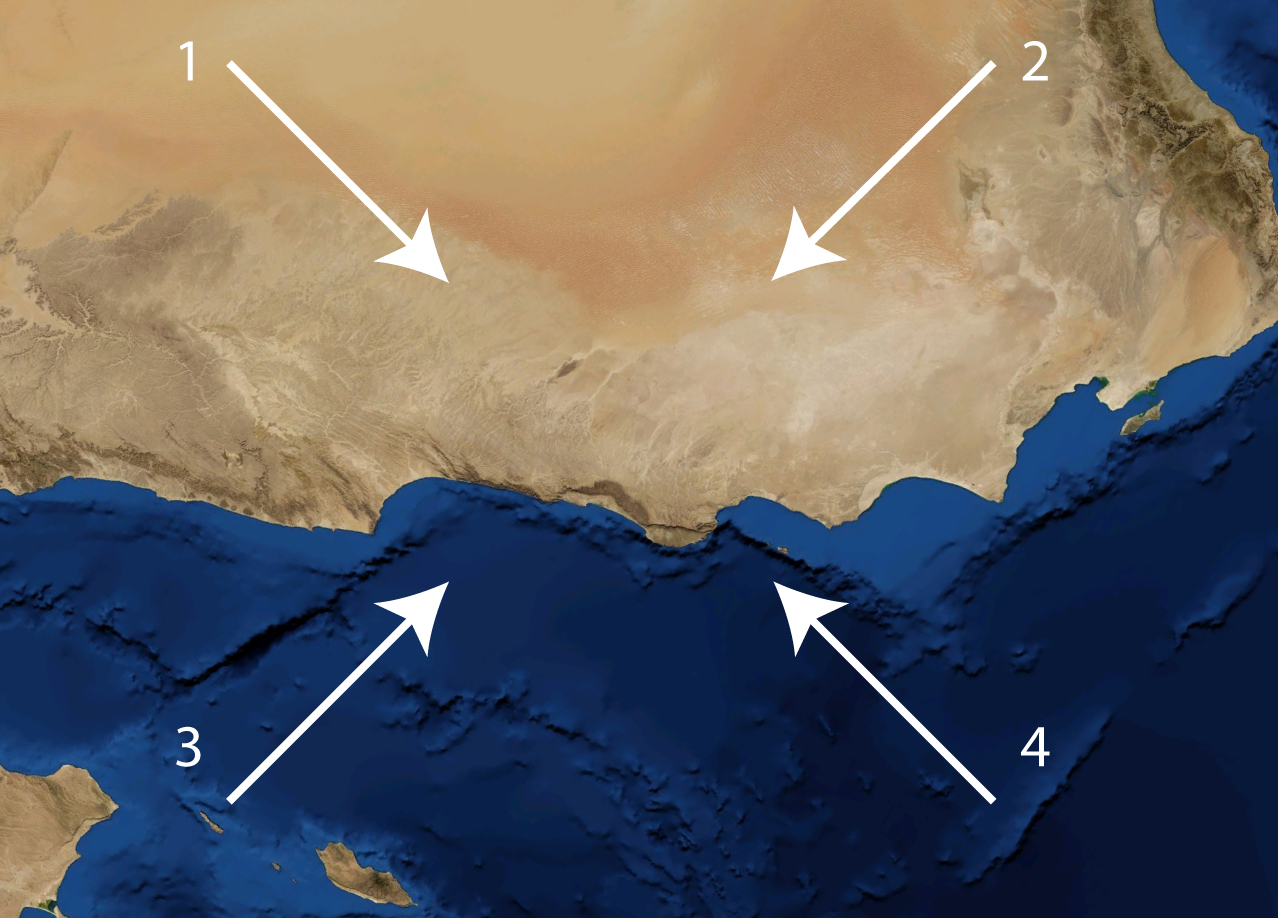
Прогноз морского бриза, в зависимости от направления градиентного ветра с суши и моря. Используется в олимпийских регатах.

## Прогнозы в гонках на олимпийских дистанциях
В олимпийских классах общие погодные условия прогнозируются до соревнований на основе климатологии акватории, архивных статистических данных и расчётов по мезомасштабным численным моделям. Исторические данные основаны на архиве наземных измерений.  Программа централизованных прогнозов погоды в олимпийских классах была инициирована на Олимпийских играх 1996 года.  Начиная с ХХI-го века, на олимпийских акваториях выполняются исследования с помощью массива специальных метеорологических буёв. Используются и спутники дистанционного зондирования, оснащённые скаттерометрами. 
Климатическая информация помогает оценить вероятности развития морского бриза или штилевых ветров. Метеорологический прогноз на Олимпийских играх в Афинах оценивал вероятность возникновения локальных мельтеми-ветров и прогнозировал время возникновения морского бриза.  Во время соревнований многие местные факторы влияют на поведение ветра и период осцилляций его направления. В дополнение к официальному прогнозу погоды метеорологические группы сборных команд фиксируют и накапливают местную статистику со своих собственных метеостанций и выполняют простые измерения приливных течений с использованием простейших дрейфующих буйков. В сборных командах Великобритании и США метеорологи постоянно входят в штат тренерской бригады.
В Польше прогнозы погоды в олимпийских классах были инициированы Петром Дж. Флатау вместе с командой из Междисциплинарного центра компьютерного моделирования. Они выполнили прогноз  для предолимпийских соревнований в Циндао с использованием мезомасштабной модели COAMPS. Структура морского бриза во время предолимпийской недели 2006 года была проанализирована в публикации.
Организаторы олимпийской регаты в Циндао в 2008 году применяли доплеровский лидар для сканирования картины приповерхностного ветра над гоночной дистанцией в реальном времени. 
В книге британских метеорологов Дэвида Хоутона и Фионы Кэмпбелл описывается прогноз морского бриза для различных акваторий, на которых проводятся регаты в олимпийских классах. Один из первых прогнозов, разработанных специально для олимпийского парусного спорта, был создан к Олимпийским играм 1996 года для района Саванна на Атлантическом побережье.